# Mesquita Azul (Tabriz)
A Mesquita Azul (em azeri: Göy məscid, em persa: ﻣﺴﺠﺪ ﮐﺒﻮﺩ - Masjed-e Kabūd) é uma mesquita histórica famosa em Tabriz, no Irã. A mesquita e alguns outros edifícios públicos foram construídos em 1465 por ordem de Jeã Xá, o governante dos Cordeiros Negros.
A mesquita foi gravemente danificada em um terremoto em 1780, em que restou apenas o Iwan (portaria ou entrada). A reconstrução começou em 1973 por Reza Memaran Benam sob a supervisão do Ministério da Cultura Iraniano. No entanto, ainda está incompleto.

## História
A mesquita azul de Tabriz foi construída sob a ordem de Jeã Xá, o governante da dinastia dos Cordeiros Negros, que fez de Tabriz a capital do seu Reino. Este cobriu grandes partes do Irã moderno, do Azerbaijão e da Turquia. Ele foi morto por Uzune Haçane (o governante da Cordeiros Brancos) e enterrado nas únicas partes da mesquita que sobreviveram.
O mausoléu foi construído na seção sul da mesquita e é inteiramente coberto com altas lajes de mármore em que os versos do Alcorão são gravados no roteiro de Thuluth em um fundo de arabescos finos. O telhado do mausoléu e a câmara principal da cúpula da mesquita entraram em colapso durante um terremoto em 1780. A mesquita foi reconstruída em 1973. A reconstrução foi realizada com a supervisão de Mohammad Reza Memaran Benam, um arquiteto tradicional de Tabriz, com autoridade do Organização Iraniana de Heranças Culturais.

## Fachada
Do ponto de vista do engenheiro-construtivo, a Mesquita Azul é uma das maiores realizações da escola de arquitetura Tabriz. A força horizontalmente destrutiva da cúpula central é distribuída igualmente em toda a estrutura da Mesquita Azul, como está no túmulo Olcaytu Khudabende da Pérola do século XIV na Soltaniyeh. Nesta mesquita, cada unidade única do sistema construtivo tem sido utilizada como criadora de espaços, não só como transportadora, mas também como galeria circular e sala auxiliar. Sua expressão tem sido um fator decisivo na organização e no caráter do interior do interior e a combinação bem sucedida de projetos de dome.
Por causa do terremoto e negligência, a capa da Mesquita Azul caiu. Portanto, sua aparência atual não dá uma ideia completa do tamanho e estrutura do espaço. No entanto, foram feitas tentativas para criar uma ideia da cópia artística desta arquitetura clássica e avaliar sua arquitetura externa, reduzindo os esquemas de restauração.
Como pode ser visto no plano da mesquita, a claraboia da mesquita tem uma estrutura simétrica. No século XIX, a pesquisadora francesa P. Costa explicou que a mesquita apenas forneceu o esquema da fachada, que alguns pesquisadores explicam. Neste primeiro esquema de restauração, a principal fachada da Mesquita Azul recebeu uma solução arquitetônica muito simples: o centro foi dividido por volume e as alas laterais adjacentes foram fechadas por minaretes. Atrás da cabeça - no eixo de simetria, as cúpulas gigantes do corredor central são levantadas. Com base na miniatura do artista turco Nasuh Matrakch na primeira metade do século XVI, V. Muradov fez ajustes substanciais à proposta do pesquisador francês.

## Caligrafia
Os diversos escritos cúficos e Thuluth, os padrões arabescos e as composições coriásticas dessas fachadas foram criados por Nematollah-ben-Mohammad-ol-Bavab, um famoso calígrafo. As paredes dentro e fora tinham sido cobertas com mosaicos.

## Galeria

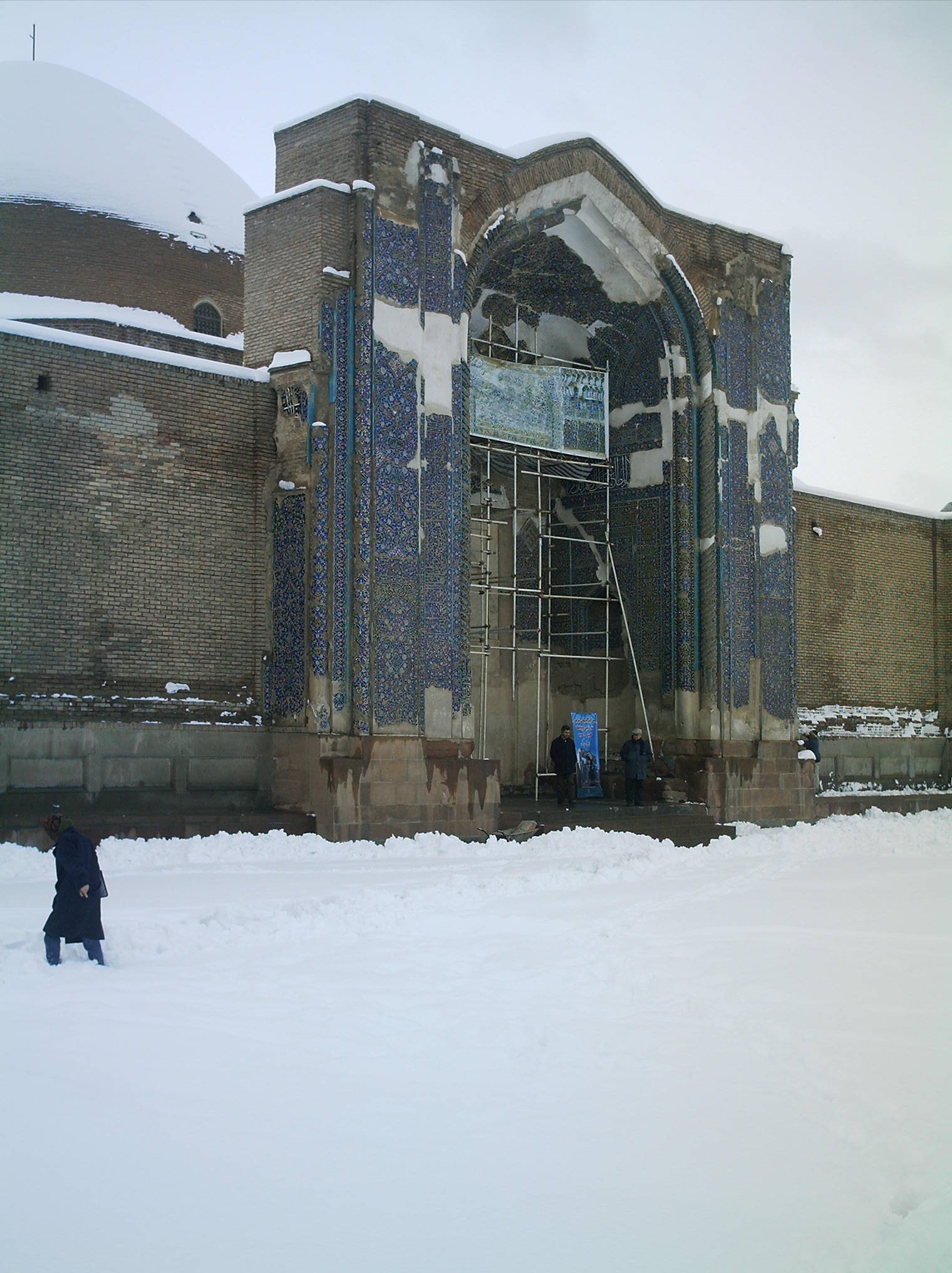
A entrada da Mesquita Azul.
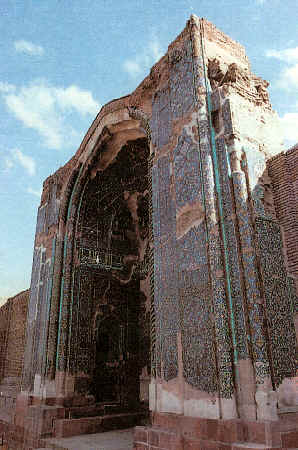
Entrada.
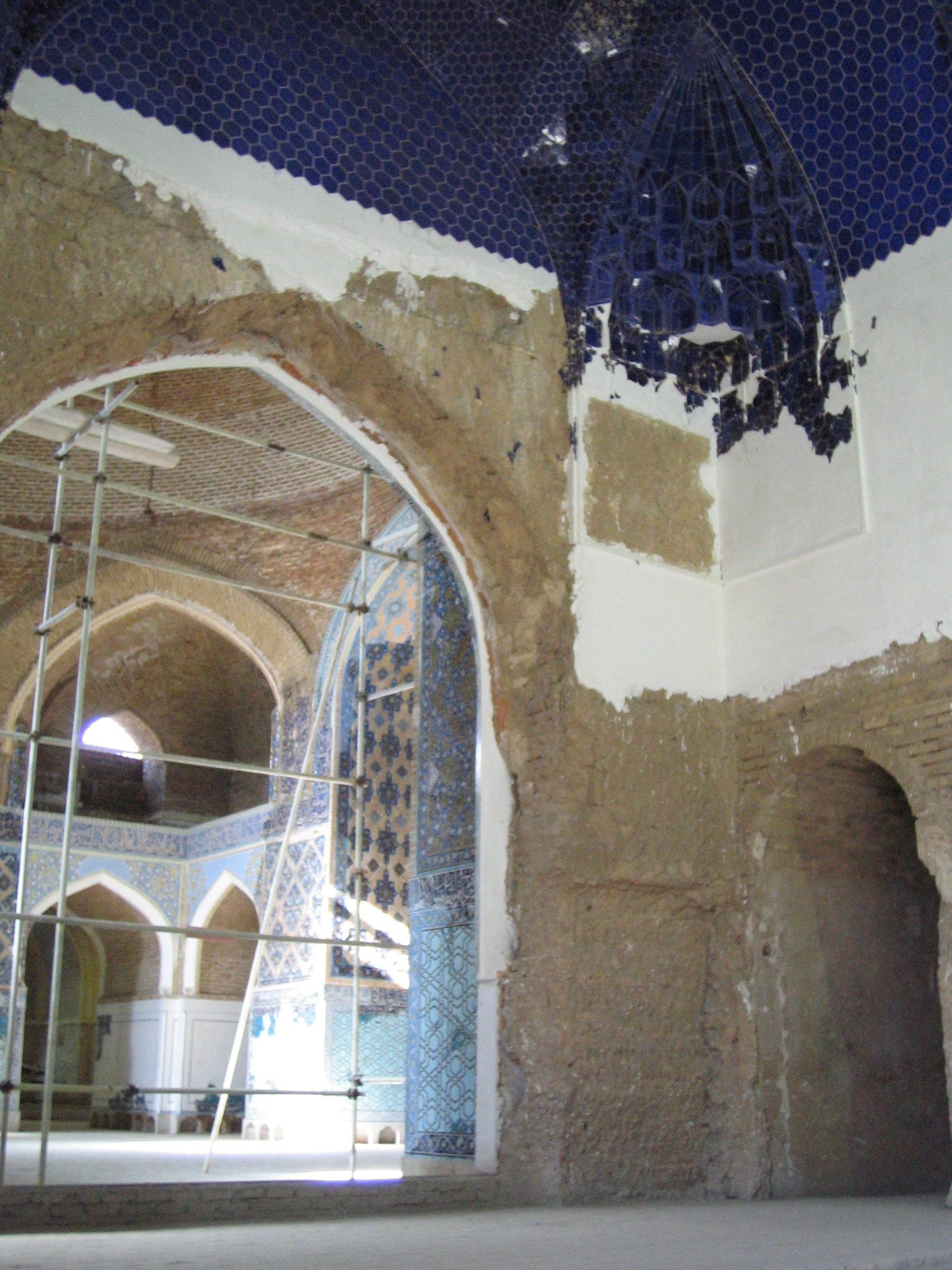
Interior.
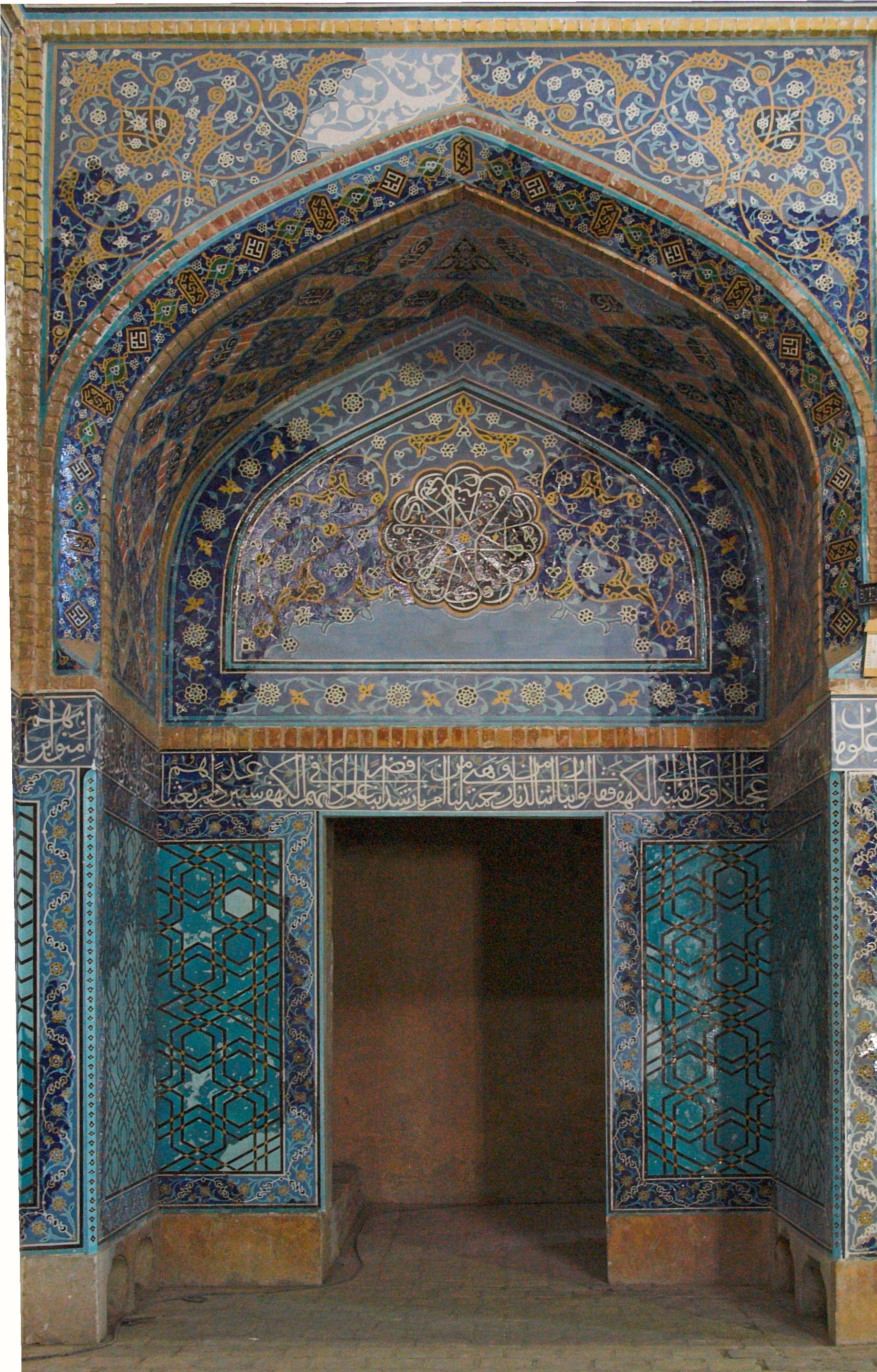
Uma das portas internas.
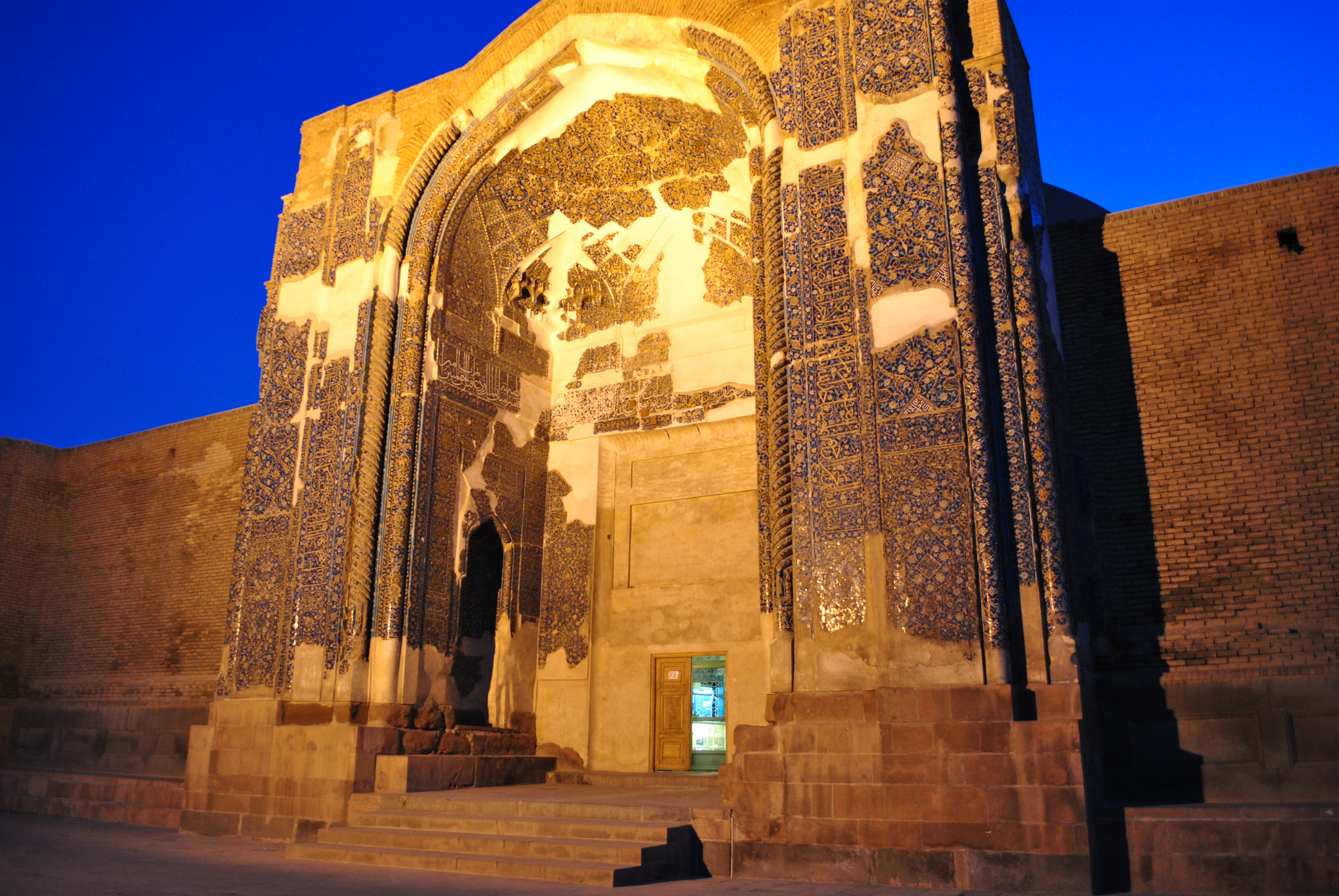
Entrada (noite).
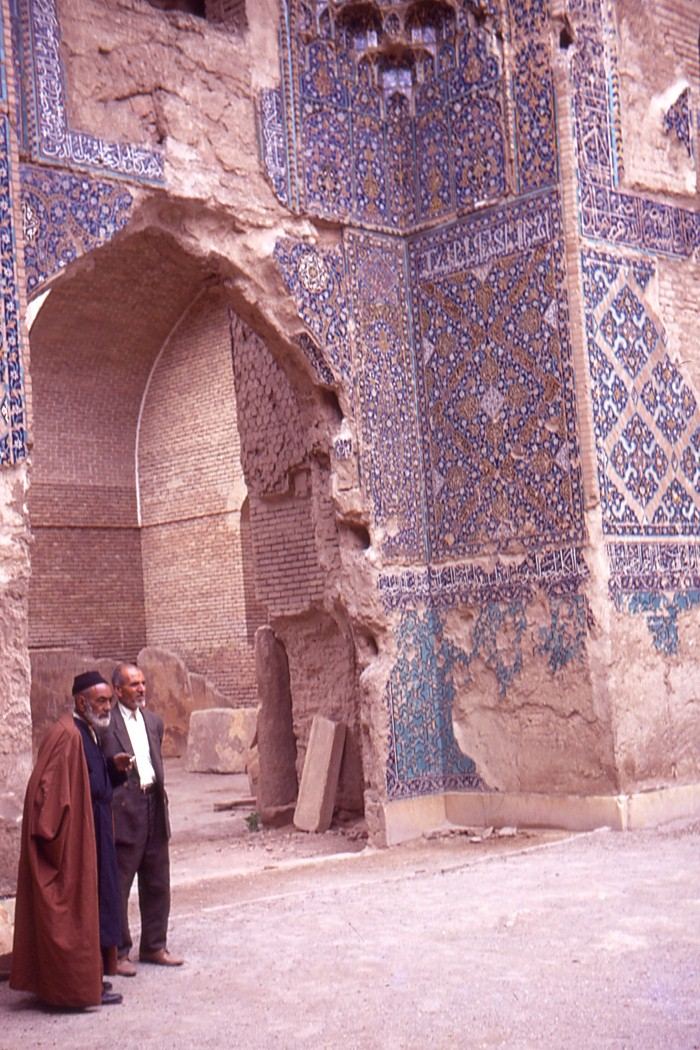
A Mesquita Azul em 1969.
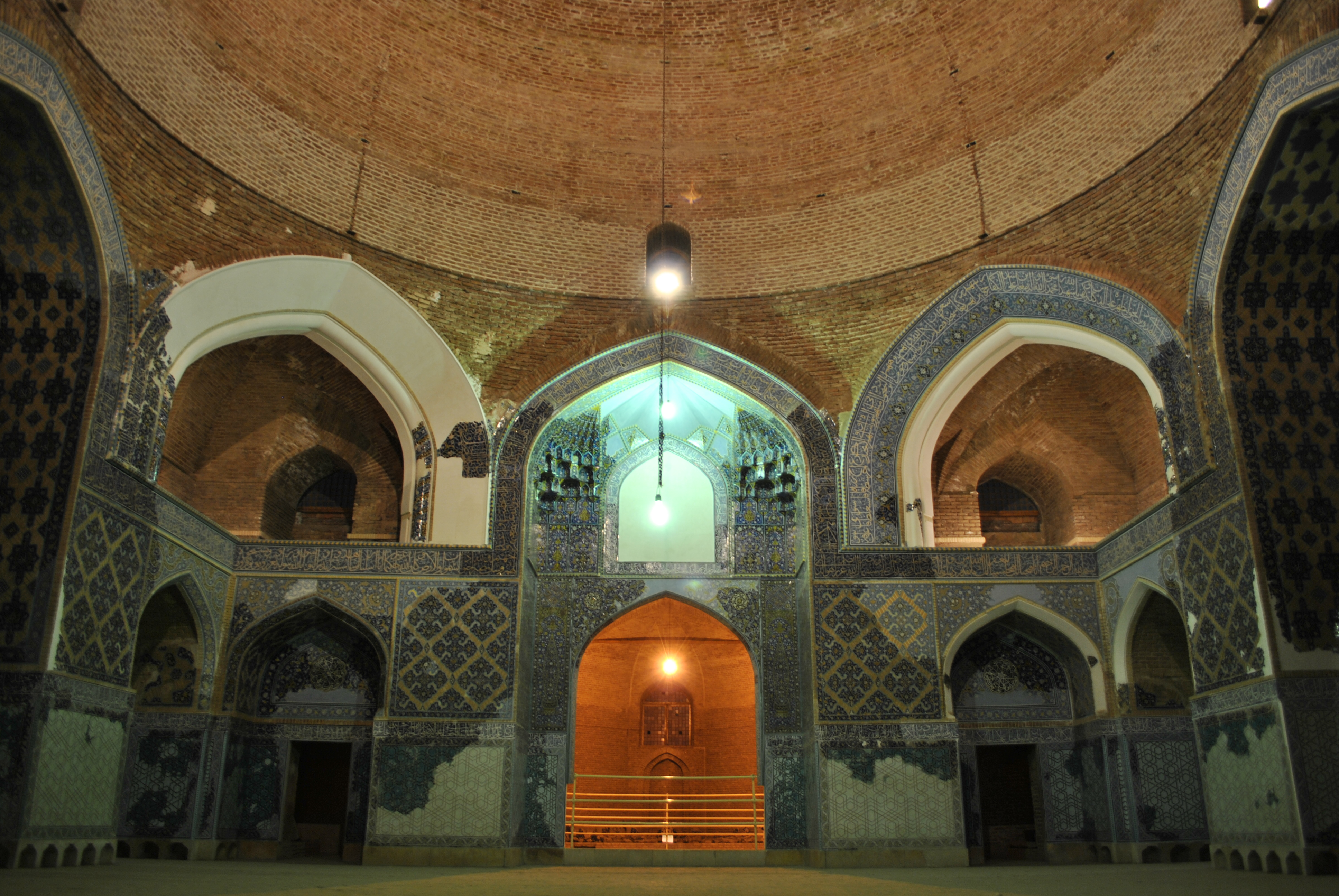
Interior (noite).
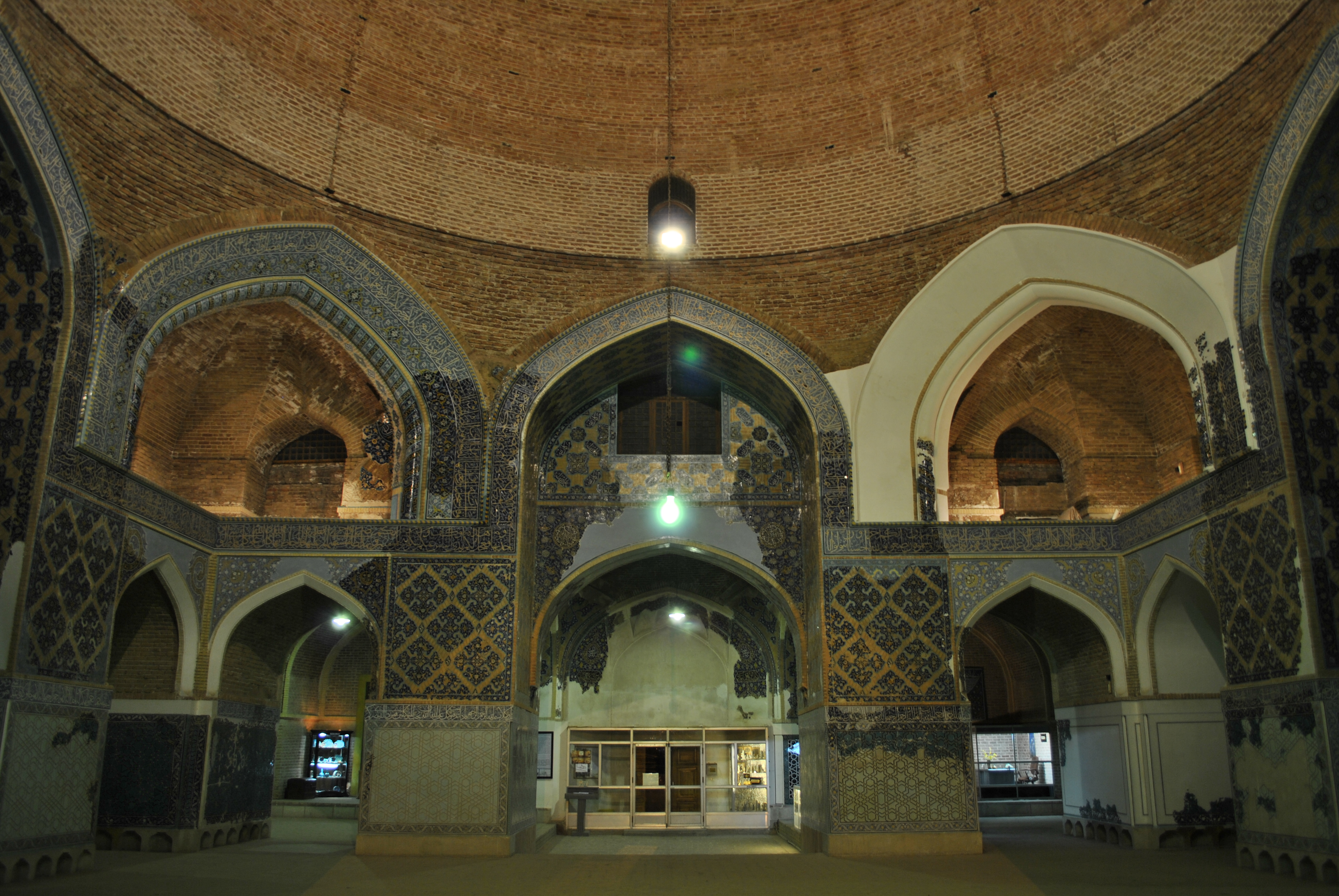
Interior (noite).
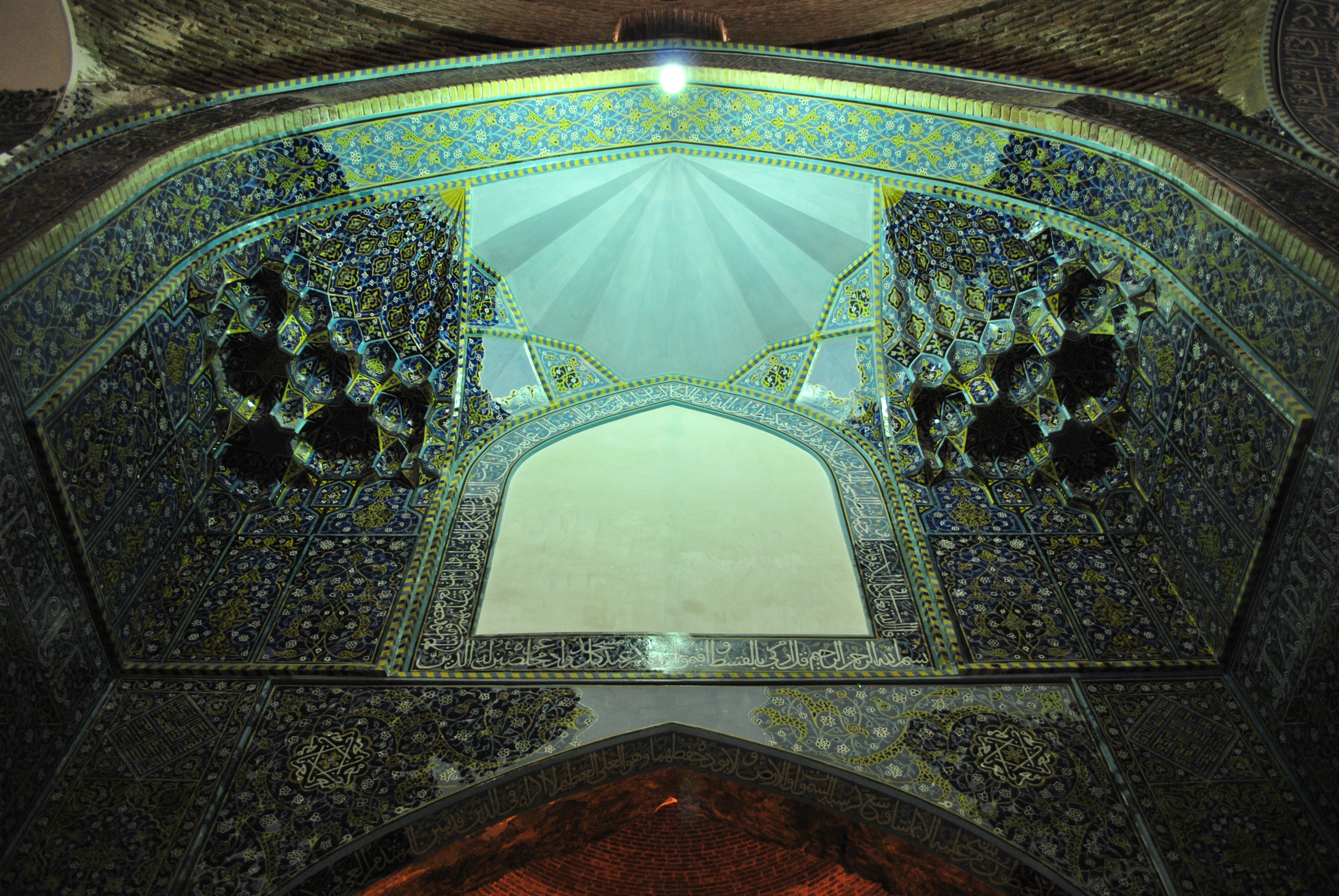
Interior (noite).
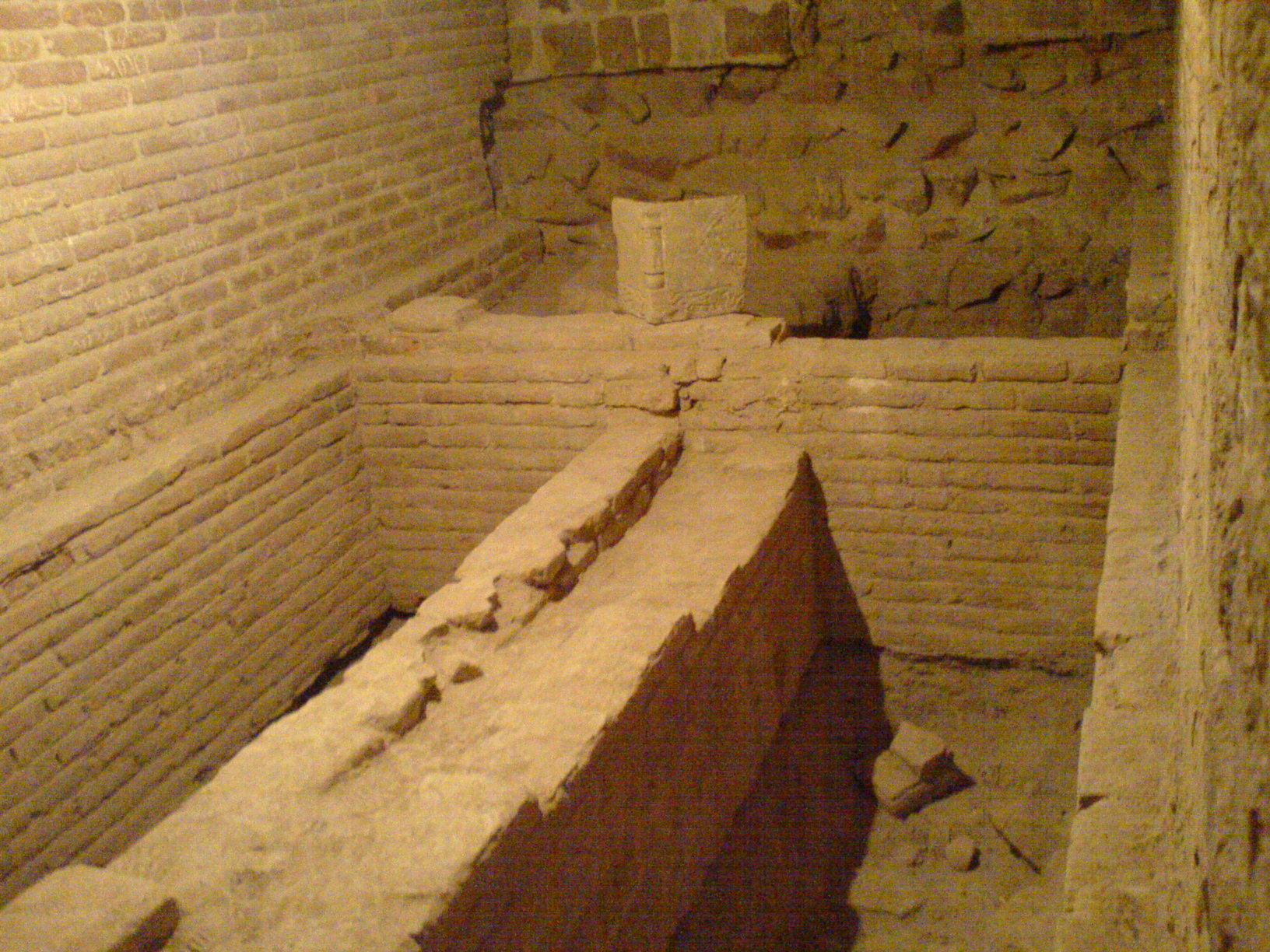
Túmulo de Jeã Xá na Parte Sul da Mesquita.
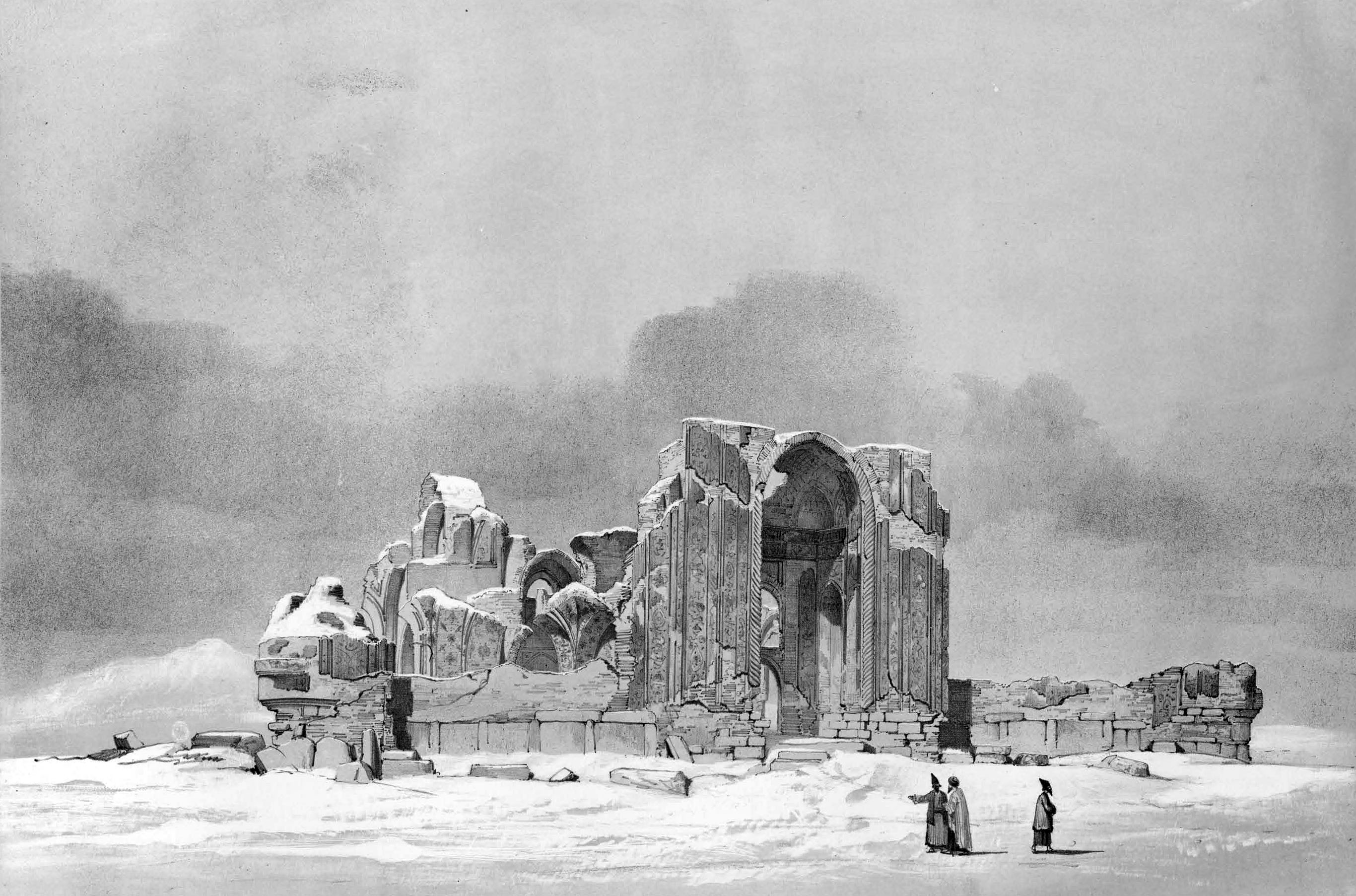
Ruínas da Mesquita Azul, Eugène Flandin 1841.
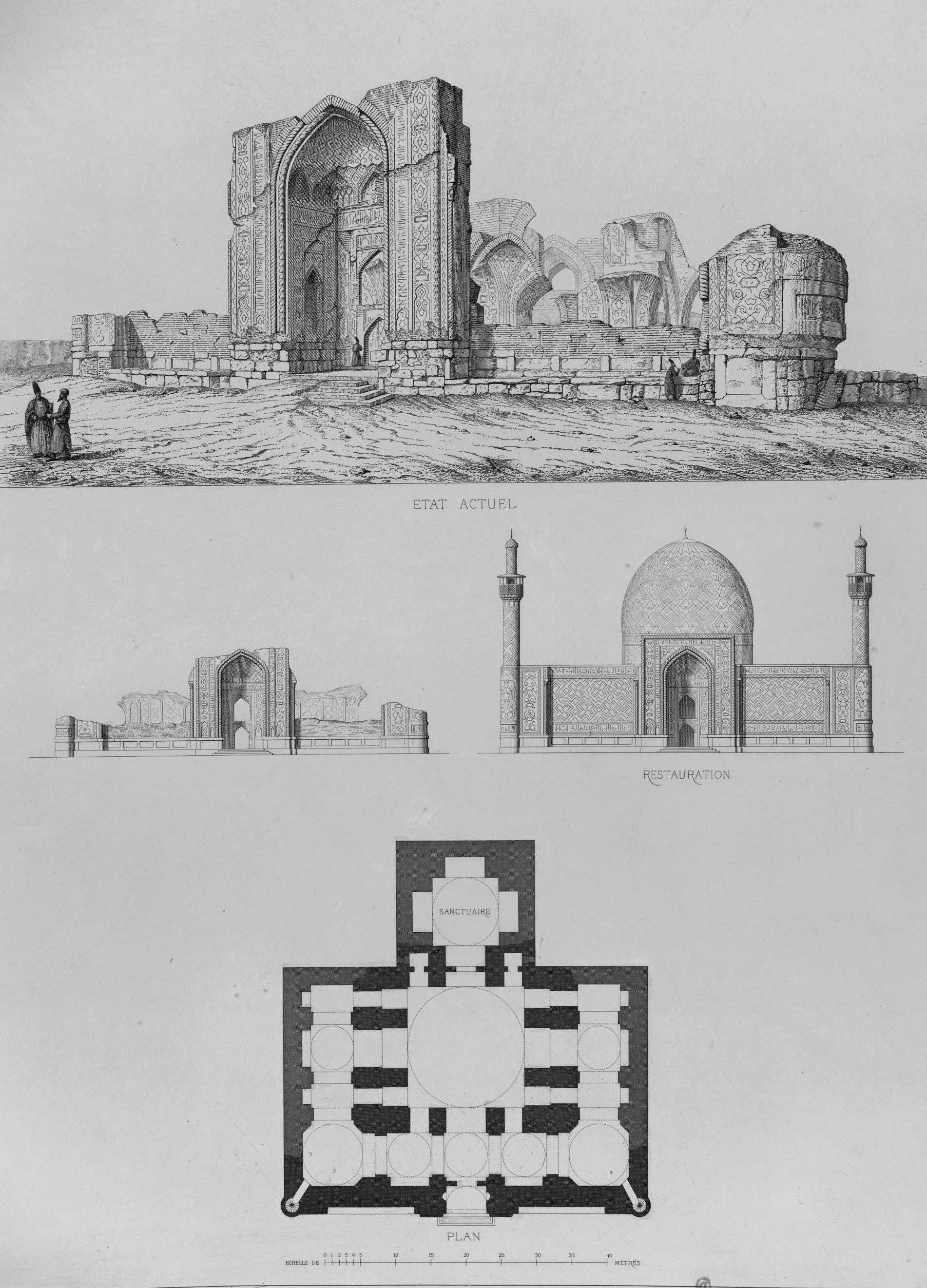
Um esboço do século XIX da mesquita azul.
Pintura da mesquita azul por um turista francês, Jules Laurens, 1872.